# Hemmafruarnas hemliga sexliv
Hemmafruarnas hemliga sexliv är en svensk porrfilm från 1981 i regi av Lars Pedersen.

## Medverkande
- Titti Wallin
- Bertil Svensson
- Lydia Caroli
- Harry Andersson
- Kim Jarén
- Bo Landros

### Fotnoter
1. ↑  ”Hemmafruarnas hemliga sexliv”. Svensk Filmdatabas. http://sfi.se/sv/svensk-filmdatabas/Item/?itemid=5580&type=MOVIE&iv=Basic&ref=/templates/SwedishFilmSearchResult.aspx?id%3d1225%26epslanguage%3dsv%26searchword%3dHemmafruarnas+hemliga+sexliv%26type%3dMovieTitle%26match%3dBegin%26page%3d1%26prom%3dFalse. Läst 14 maj 2013.